# اسكيكوي (سنجك)
اسكيكوي (بالتركية: Eskiköy)‏ هي قرية تتبع إداريّاً لمديرية سنجك في محافظة أديامان التركية، بلغ عدد سكانها 307 نسمة في عام 2021.